# ケプラー91b
ケプラー91b(英語:Kepler-91b)とは赤色巨星であるケプラー91を公転している太陽系外惑星である。

## 発見と再確認
ケプラー91bはケプラー宇宙望遠鏡のデータの解析において惑星のトランジットが検出され発見された。最初は光度曲線の変化の様子から別の要因によるものであると考えられていたが、恒星の密度が低く、惑星の重力の影響を受けて恒星の形が楕円形に歪んでいたことによるものと判明し、惑星の存在が明らかにされた。恒星が楕円形に歪むことで生じる光度の変化は全体の光度の変化の3分の1以上であり惑星が恒星に及ぼした重力の大きさから質量が求まった。その他光度の変化に関係することとしては惑星自身が恒星の光を反射することによる変化もある。
再調査においては惑星の性質について惑星自身が発光体ではないかという疑問が生じた。しかし、惑星の性質は視線速度法や光度曲線の再分析から恒星の光を反射しているだけで発光体ではないとされた。

## 特徴
この惑星は質量が木星の12%ほど小さく、半径は38%大きいため平均密度は水の約半分と小さい。ケプラー91bは主星ケプラー90の周囲を約6.25日で公転している。軌道傾斜角が68.5 °であったため発見は困難であるが、軌道長半径が短かったため確認できた。
ケプラー91bは5500万年以内には恒星に飲み込まれていると考えられている。

## トロヤ惑星
ケプラー91bの光度曲線(出典のp.12のグラフ参照)の0.68の時刻においてわずかに暗くなっていることからこの惑星の軌道上に別のトロヤ惑星がある可能性がある。しかし、現段階の結論はトロヤ惑星の実在への真偽は偽陽性(反応はあるが本当は偽であること)であるとされている。